# Yelena Voynova
Yelena Voynova (en russe : Елена Войнова), née le 10 mars 1985, est une athlète russe.

## Carrière
Elle remporte la médaille d'argent du relais 4 × 400 mètres à l'Universiade d'été de 2007 à Bangkok. Elle est ensuite médaillée d'or du relais 4 × 400 mètres aux Championnats d'Europe d'athlétisme en salle 2009 à Turin.